# Gruzínské povstání na Texelu

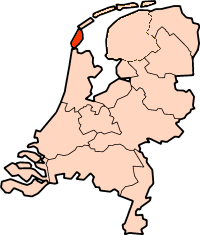
Ostrov Texel

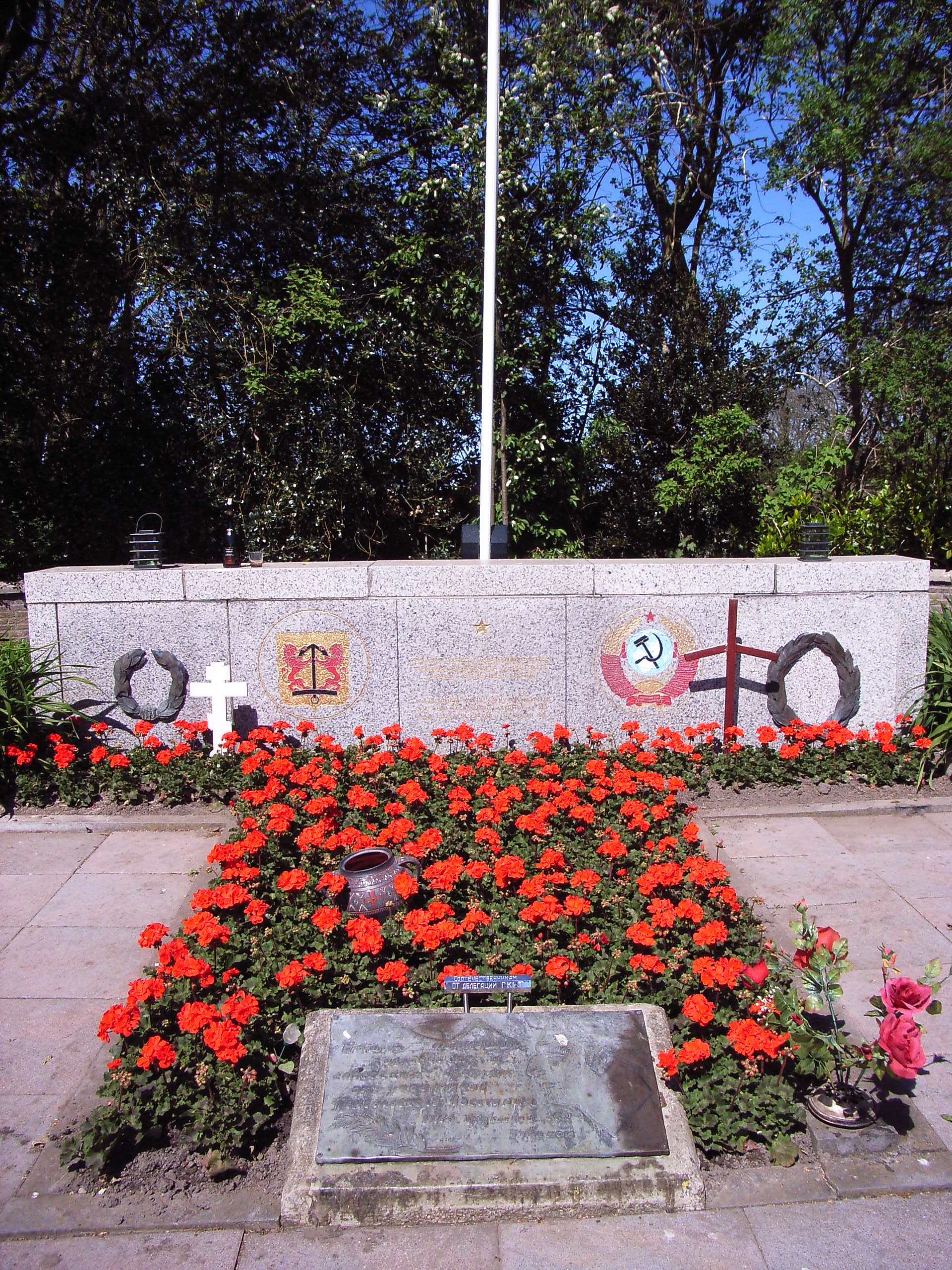
Památník vojáků

Gruzínské povstání na Texelu (4. dubna 1945 – 20. května 1945) byla vzpoura 822. praporu gruzínských legionářů na Texelu (vyslovnost  Tessel) proti německým okupantům tohoto nizozemského ostrova během druhé světové války. Občas se pro to používá termín poslední evropské bitevní pole.
Ostrov byl stěžejním bodem německého Atlantického valu u nizozemského pobřeží a byl silně opevněn. Gruzínci byli vojáci tzv. Gruzínské legie složené ze zajatých sovětských vojáků na východní frontě, kteří souhlasili s tím, že budou bojovat na straně Němců, svých dřívějších nepřátel (tj. byli to bývalí váleční zajatci, kteří dali před strádáním v běžných německých zajateckých táborech přednost utvoření podpůrných jednotek bojujících po jejich boku. Většina tak činila s ideou, že budou bojovat proti Stalinovi a obecně komunistickému režimu). Gruzínci byli součástí wehrmachtu a měli ostrov bránit proti Spojencům. 
V noci ze 4. na 5. dubna 1945, očekávajíce brzké vylodění Spojenců, povstali proti Němcům pod vedením Šalva Loladzeho a na krátkou chvíli ovládli ostrov (tu noc zemřelo přibližně 400 Němců), ale nepodařilo se jim zmocnit se námořních baterií na severu a jihu ostrova. Nemohli proto zabránit příchodu německých záloh. Němci zahájili protiofenzívu podporovanou obrněnci z nizozemské pevniny a po týdnech tvrdých bojů získali ostrov zpět.
Během této Ruské války (pod tímto jménem je známa na Texelu) bylo zabito asi 800 Němců, 500 Gruzínců a 120 Tesselanů. Destrukce dosáhla velkých rozměrů; desítky statků skončily v plamenech. Zbytečné krveprolití trvalo i po německé kapitulaci v Nizozemí a Dánsku 5. května 1945 a německé bezpodmínečné kapitulaci 8. května 1945. Neskončilo do 20. května 1945, kdy bylo poslední evropské bitevní pole konečně zpacifikováno kanadskými jednotkami.
Padlí Gruzínci leží pohřbeni na čestném hřbitově v Hogebergu poblíž Oudeschildu. Přeživší nečekal dobrý osud: ve shodě se závěry jaltské konference byli násilně repatriováni do Sovětského svazu. Stalin považoval již jejich zajetí Němci a to, že se jim vzdali, za zradu, protože dle jeho názoru měli vojáci bojovat do posledního muže. Jejich služba v ozbrojených silách Německa tak byla v SSSR trestána podle příslušných zákonů. 
Poslední místo odpočinku mnoha padlých spojeneckých letců je na obecném hřbitově v Den Bergu.
Na ostrovním letišti v tamním Leteckém muzeu (Aeronautical Museum) je stálá expozice o této události. 